# Theope barea
Espèce
Theope barea est une espèce d'insectes lépidoptères de la famille  des Riodinidae et au genre Theope.

## Taxonomie
Theope barea a été décrit par Frederick DuCane Godman et Osbert Salvin en 1878.

## Description
Theope barea est un papillon avec le dessus des ailes marron et bleu. Les ailes antérieures ont une bordure costale et une large bordure externe brun roux ne laissant qu'une bande bleu clair, alors que les ailes postérieures sont entièrement de couleur bleu clair.
Le revers est jaune pâle avec une frange jaune mêlée de gris qui est, à l'apex, noirâtre chez le mâle et grisâtre chez la femelle.

## Biologie
Il a été vu en Guyane d'octobre à décembre.

## Écologie et distribution
Theope barea est présent en Guyane, à Panama, au Costa Rica et en Colombie.

### Protection
Pas de statut de protection particulier.